# Nemoria lixaria
Nemoria lixaria là một loài bướm đêm trong họ Geometridae.